# Abrigo del Cubular
El abrigo del Cubular se encuentra situado en un farallón de areniscas wealdenses, en un medio rural en Ruanales, en el municipio de Valderredible (Cantabria, España), todavía bastante conservado, donde se desarrollan actividades agropecuarias propias de la zona. Esto confiere al paraje unos singulares valores naturales y paisajísticos que potencian su conservación, contemplación y estudio.
El conjunto artístico del Cubular está formado por varias manifestaciones rupestres: esquematizaciones antropomorfas y motivos geométricos complejos. Sobre las paredes se utiliza la técnica de la pintura, tanto en rojo como en negro. Además en un bloque se registran numerosos grabados. Las pinturas se disponen sirviéndose de los espacios generados por la erosión de la roca soporte a diversas alturas. 